# 垂直軸風力發電機

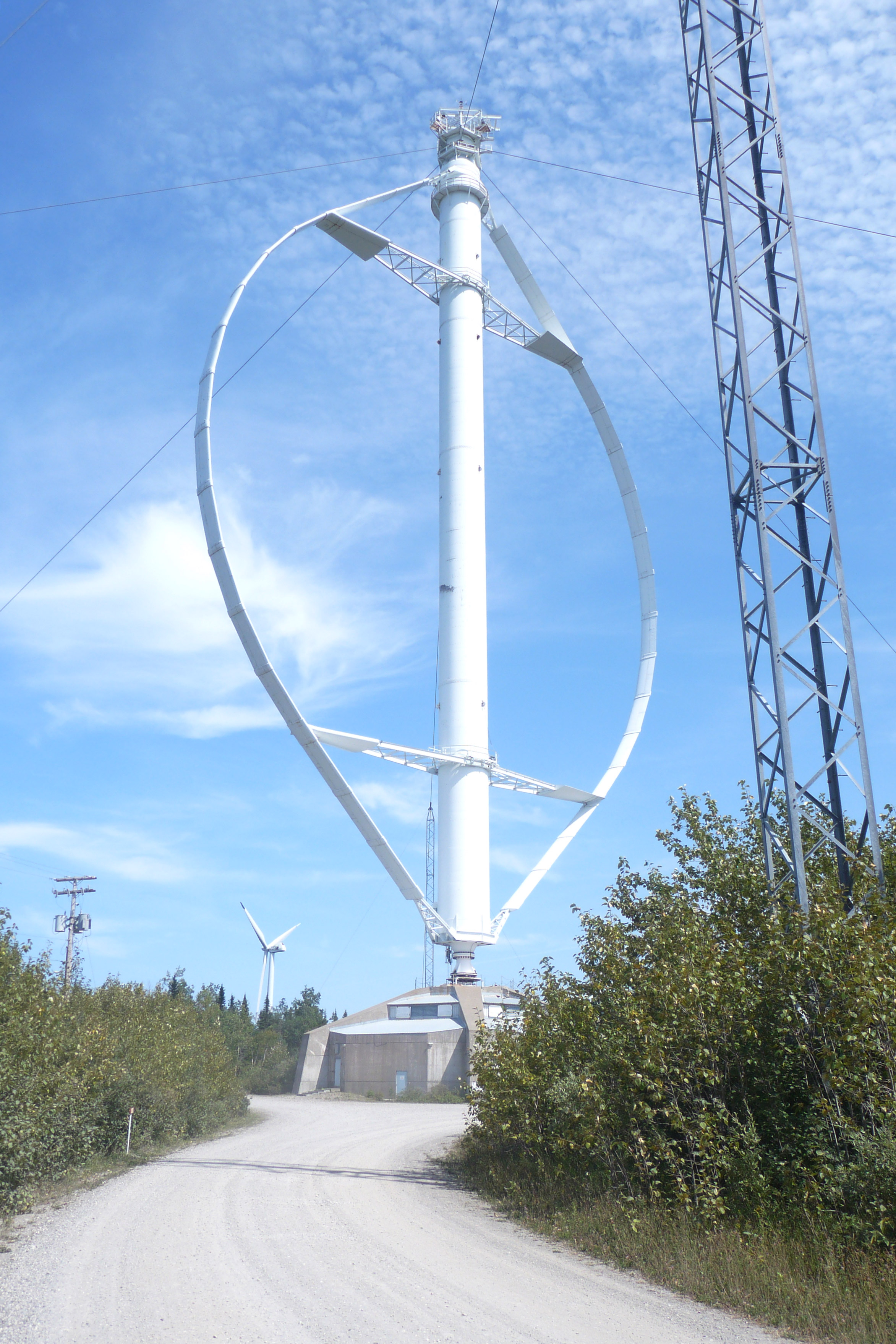
大型垂直軸風力發電機

垂直軸風力發電機（英語：Vertical axis wind turbine，VAWT）是風力發電機的一種類型，其主轉子軸與風向垂直，機電部件位於風力發電機的底部。這種設計可讓發電機和變速箱靠近地面放置，以便於維護和修理。 垂直軸風力發電機不需要正對風向，因此不需要有感應與對準風向的機制。

## 「垂直軸」與「水平軸」風力發電機比較
「垂直軸」與「水平軸」風力發電機的分野，在於其旋轉軸（轉子）與風向的對應關係，旋轉軸正對風向為水平軸風力發電機；旋轉軸垂直風的來向為垂直軸風力發電機。
- 垂直軸風力發電機，其旋轉軸垂直風的來向
- 水平軸風力發電機，其旋轉軸正對風的來向

## 優缺點

### 優點
- 與一般常見的「水平軸風力發電機」比較，「垂直軸風力發電機」不需要對準風向即可運作，意即它們不需要複雜的機械裝置和電動機來調整方向以及讓葉片變槳[3]。
- 在有亂流和陣風的環境下，「垂直軸風力發電機」通常發電效能較好。
- 「垂直軸風力發電機」的發電機和變速箱通常放在靠近地面的放置，維修較為便利。
- 在現行風力發電廠水平軸風力發電機的下方，可安裝一些垂直軸風力發電機組，以有效運用這些風場。

### 缺點
- 以同樣環境、同樣額定功率產品比較，一般「垂直軸風力發電機」發電效率低於「水平軸風力發電機」，因此大部分大型商用系統採用「水平軸風力發電機」[4]。
- 「垂直軸風力發電機」因垂直結構其「應力」相較於「水平軸風力發電機」的垂直結構，可以能更加平均的分配於支架之上，長時間下其耗損及維護成本都相較於水平結構低廉，無須像「水平軸風力發電機」頻頻維護及更換，但其結果並不符合廠商利益。

## 應用

路燈上的垂直軸風力發電機

2011年美國桑迪亞國家實驗室的風能研究人員開始了為期5年的研究，將垂直軸風力發電機設計技術應用於離岸風力發電。研究人員表示由於安裝和運行方面的挑戰，海上風力發電的經濟性與陸上風力發電機不同。垂直軸風力發電機具有重心較低與設計複雜度較低的優勢，可以降低風力發電成本。
另外，垂直軸風力發電機可以結合其他應用，例如路燈上可以裝置垂直軸風力發電機。